# Pineville (Misuri)
Pineville es una ciudad ubicada en el condado de McDonald en el estado estadounidense de Misuri. En el Censo de 2010 tenía una población de 791 habitantes y una densidad poblacional de 98,14 personas por km².

## Geografía
Pineville se encuentra ubicada en las coordenadas 36°34′28″N 94°23′29″O / 36.57444, -94.39139. Según la Oficina del Censo de los Estados Unidos, Pineville tiene una superficie total de 8.06 km², de la cual 8.06 km² corresponden a tierra firme y (0%) 0 km² es agua.

## Demografía
Según el censo de 2010, había 791 personas residiendo en Pineville. La densidad de población era de 98,14 hab./km². De los 791 habitantes, Pineville estaba compuesto por el 92.04% blancos, el 0.13% eran afroamericanos, el 4.68% eran amerindios, el 0% eran asiáticos, el 0% eran isleños del Pacífico, el 1.52% eran de otras razas y el 1.64% pertenecían a dos o más razas. Del total de la población el 3.16% eran hispanos o latinos de cualquier raza.